# 川原泉の本棚
『川原泉の本棚』（かわはらいずみのほんだな）は、川原泉によって選・イラストがなされたアンソロジーシリーズ本で、ブックガイドである。2003年2月に白泉社から同名の書籍が出版され（ISBN 9784592732068）、続いて2004年2月に第二段『川原泉の本棚2』（ISBN 9784592732174）が出版されている。

## 集録作品

### 『川原泉の本棚』
- カワハラと読書　川原泉
- ロビイ　アイザック=アシモフ／小尾芙佐訳
- おはよう寄生虫さん（抄）　亀谷了
- 水素製造法　かんべむさし
- 言葉の戦争1　清水義範
- 品種改良　田中芳樹
- ヤマナシの実　日本民話／坪田譲治編
- ヘリコプターの飛ばし方　非日常研究会
- 大うずまき　エドガー=アラン=ポー／谷崎精二訳
- 歴史新聞（抄）　歴史新聞編纂委員会編

### 『川原泉の本棚2』
- まえがき 川原泉のとりとめもないつぶやき
- かぼちゃの馬車　星新一
- 大正時代の身の上相談（抄）　カタログハウス編
- ながい鼻の小人　アンドルー＝ラング／川端康成・野上彰訳）
- うぐいす荘　アガサ＝クリスティ／厚木淳訳
- 水晶　アーダベルト＝シュティフター／手塚富雄訳
- 原始生活百科（抄）　関根秀樹編著
- ムスティク砂ばくへいく　ポール＝ギュット／塚原亮一訳
- おすすめブックリスト